# (11739) Baton Rouge
(11739) Baton Rouge (1998 SG27) – planetoida z pasa głównego asteroid okrążająca Słońce w ciągu 7,81 lat w średniej odległości 3,93 j.a. Odkryta 25 września 1998 roku przez amatorskiego astronoma Waltera Cooneya pracującego z obserwatorium Highland Road Park Observatory.